# ザ・フォトグラファー (グラス)
ザ・フォトグラファー (The Photographer)は、アメリカ合衆国の作曲家、フィリップ・グラスが作曲した劇音楽。リブレットは19世紀の写真家、エドワード・マイブリッジの生涯に基づいている。
作品は1982年にアムステルダムにあるアムステルダム王宮で初演された。

## 作品の主題

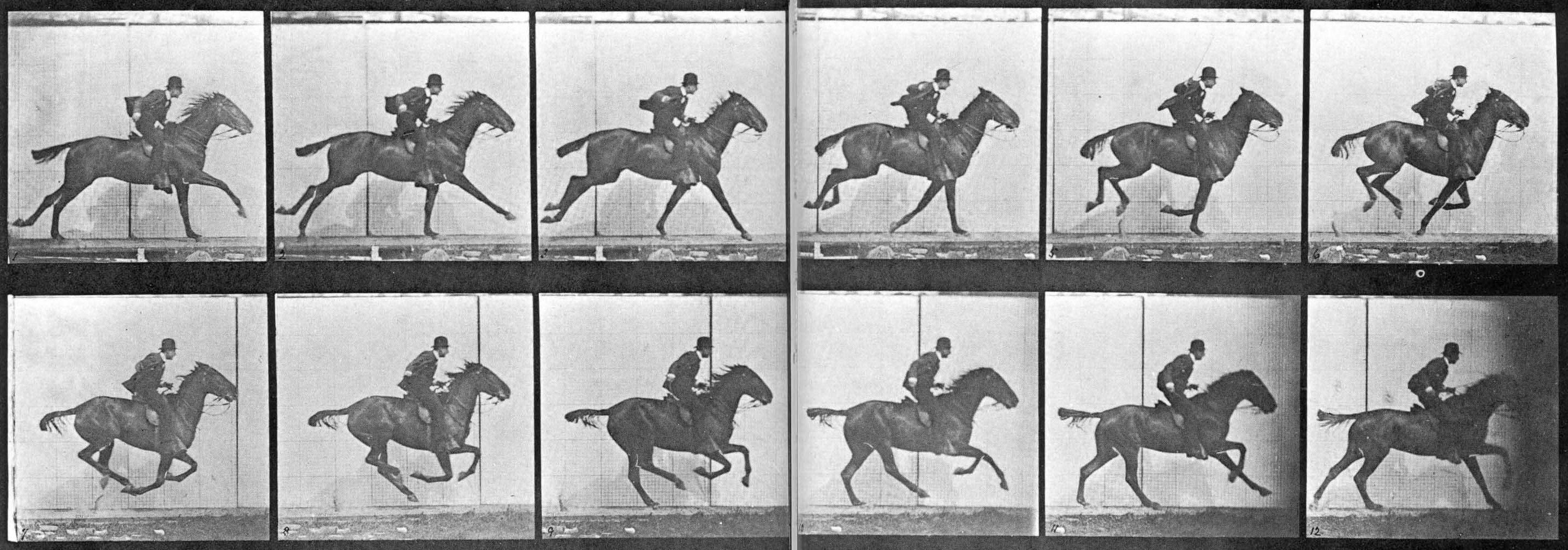
ザ・フォトグラファーのジャケットに用いられたマイブリッジの「動く馬」

エドワード・マイブリッジはアメリカ西部で活躍した写真家で、初期の写真技術のパイオニアでもあった。彼はヨセミテ国立公園の風景を撮影し、写真における美術と技術の境界を広げたことで知られている。
彼とリーランド・スタンフォードの初期の連続写真である「動く馬」は、最も早い時期における動く写真となった。
1874年、マイブリッジは妻の愛人と疑われていたハリー・ラーキンス少佐を殺害するも、正当防衛を理由に無罪となった。またその際、弁護側は馬車事故で負った頭の傷が彼の人格を変えたと主張した。

## 編成
フルート、ソプラノ・サックス、アルト・サックス、バリトン・サックス、ホルン2、トランペット2、トロンボーン2、ピアノ、シンセサイザー、電子オルガン、合唱、独奏ヴァイオリン、弦楽合奏

## 配役
- エドワード・マイブリッジ
- フローラ (マイブリッジの妻)
- ハリー・ラーキンス
- ヴィクトリア朝の衣装を着た傍聴人

## あらすじ
作品は3幕からなるダンス付きの劇音楽で、上演の際、マイブリッジの作品がスライドショーとして用いられる。演奏時間は90分。

### 第1幕
第1幕ではマイブリッジのラーキンス殺害の裁判が描かれる。劇中では3つの付随音楽がある。
付随音楽「A Gentleman's Honor」では、実際の裁判記録から引用した言葉や解説、マイブリッジの手紙などが収録されている。
第1幕ではフローラがマイブリッジの息子のフロラドにラーキンスの肖像画を送り、ラーキンスが父親かもしれないとほのめかした事件、傍聴人たちのコメント、マイブリッジの馬車事故や、その後の連続写真の研究にも言及している。

### 第2幕
第2幕は独奏ヴァイオリンによる演奏が続く。
劇中、暗室にいるマイブリッジを象徴する人物を背景に、あるいはマイブリッジによる画像のスライドショーが映し出される。

### 第3幕
第3幕では、第1幕の登場人物（マイブリッジ、フローラ、ラーキンズ、傍観者など）が再び登場し、ダンスを披露する。